# برکت (فیلم ۱۹۶۸)
برکت (به هندی: Aashirwad) فیلمی محصول سال ۱۹۶۸ و به کارگردانی هریشیکش موکرجی است. در این فیلم بازیگرانی همچون آشوک کومار، سانجیو کومار، سومیتا سانیال و آبی باتاچاریا ایفای نقش کرده‌اند.